# ГЕС Korsselbränna
ГЕС Korsselbränna – гідроелектростанція у центральній частині Швеції у лені Ємтланд. Використовує ресурс верхньої частини сточища річки Ф'єлльшеельвен, правої притоки Онгерманельвен, яка впадає в Ботнічну затоку Балтійського моря. 
Ресурс для роботи станції надходить із водосховища Korsellet, створеного за допомогою греблі висотою 20 метрів на Шоугдельвен, правому витоку зазначеної вище Ф'єлльшеельвен. Окрім прямого стоку Korsellet поповнюється через два виведені до його північної частини тунелі:
- по західному подається відібрана вище по течії Шоугдельвен вода, яка пройшла через ГЕС Бергваттнетт (21 МВт). Відвідний тунель від цієї станції прямує під лівобережним гірським масивом на відстань майже 6 км, проходячи на своєму шляху під притокою Шоугдельвен, яка дренує озеро Norrsjon;
- по східному надходить ресурс із лівого витоку Ф'єлльшеельвен річки Саксельвен. На останній створене водосховище Stor Raijan, куди потрапляє відпрацьована на ГЕС Dabbsjo вода та з якого починається прокладений по правобережжю Саксельвен ланцюжок каналів та озерних розширень довжиною понад 8 км, по завершенні якого і починається тунель до розташованого за 6 км озера Korsellet.
Із Korsellet вода спрямовується по лівобережжю Шоугдельвен через канал довжиною 1,9 км, який переходить у тунель довжиною 0,9 км до верхнього балансуючого резервуару, виконаного як відкрита водойма витягнутої форми з довжиною 0,35 км та шириною до сотні метрів. Звідси ресурс потрапляє до розташованого поряд підземного машинного залу, який обладнаний двома турбінами типу Френсіс загальною потужністю 130 МВт. При напорі  у 113 метрів вони забезпечують виробництво 428 млн кВт-год електроенергії на рік. 
Відпрацьована вода по тунелю довжиною 1,5 км та каналу довжиною 1 км потрапляє у північно-східний кут озера Тошен (сюди ж неподалік вливається Саксельвен, а Шоугдельвен впадає у північно-західний кут цього ж озера), з якого живиться наступна в каскаді на Ф'єлльшеельвен ГЕС Tasjo. 
Управління електростанцією здійснюється дистанційно з диспетчерського центру у Соллефтео.